# عفیفه الحصنی
عفیفه محمدامین الحِصنی (۱۵ دسامبر ۱۹۱۸ – ۱۲ سپتامبر ۲۰۰۳) شاعر سوری بود. در دمشق به دنیا آمد. لیسانس زبان و ادبیات عرب از دانشگاه عین شمس قاهره در سال ۱۹۴۰ گرفت. به عنوان معلم در دبیرستان‌های دمشق و سپس به عنوان مدیر کار کرد و تا زمان بازنشستگی به تدریس ادامه داد. او چندین مجموعه شعر منتشر کرده است که اولین آن‌ها «وفاء» در سال ۱۹۶۶ چاپ شد. عضو اتحادیهٔ نویسندگان عرب بود و در شمار بسیاری جشنواره شعر و کنفرانس‌های ادبی در کشورهای عربی شرکت کرد. برخی از شعرهای او به عنوان سرود رسمی مدارس برگزیده شد و برخی از آن‌ها در رادیو پخش شد.

## زندگی و پیشه
عفیفه محمدامین الحصنی در دمشق در روز ۱۵ دسامبر ۱۹۱۸ به دنیا آمد. تحصیلات ابتدایی، متوسطه و متوسطه را در دمشق ادامه داد. او اولین مدرک بکلوریای خود را در دو شاخهٔ ادبی و علمی در سال ۱۹۳۷ و دومین مدرک بکلوریا خود را در شاخهٔ فلسفه در سال ۱۹۳۸ دریافت کرد. او در سال ۱۹۴۱ از مؤسسه تعلیم و تربیت، گروه زبان عربی، قاهره، دیپلم گرفت. در آن سال این مؤسسه به دانشکدهٔ دخترانه دانشگاه عین شمس تبدیل شد.
پس از دانش‌آموختگی از قاهره، او به عنوان معلم زبان عربی در مدارس متوسطه دمشق کار کرد. سپس مدیر یک مدرسهٔ راهنمایی و سپس دبیرستان شد. در دوران اتحاد مصر و سوریه، او به وزارت آموزش مرکزی قاهره منتقل شد. در آنجا به عنوان عضو فنی در معاونت برنامه‌ریزی مرکزی وزارت آموزش برای درس زبان و ادبیات عرب در مقاطع مقدماتی و متوسطه و کلاس ویژه بعد از متوسطه مشغول به کار شد و همچنین به مدیریت مدرسه‌ای منصوب شد. در آن زمان در نوشتن بسیاری از کتاب‌های درسی مشارکت داشت.سپس به دمشق بازگشت و دوباره به شغل معلمی پرداخت تا اینکه بازنشسته شد.
عفیفه الحصنی عضو اتحادیهٔ نویسندگان عرب در دمشق بود. از دوران جوانی شعر می‌سرود و در سال ۱۹۴۶ اولین شعر خود را سرود و به مناسبت سالگرد خروج برای دانش‌آموزانش در مدرسهٔ مقدماتی دخترانه دمشق خواند. پس از آن اشعار زیادی دربارهٔ طبیعت، جامعه، شغل، ملی‌گرایی، انسانیت و به ویژه وحدت عربی سرود. چند قطعه از شعر او توسط دانش آموزان مدرسه‌ای در دمشق و قاهره سروده و خوانده شد و یکی از آنها از رادیو لبنان پخش شد که سرود «بله» بود. مسابقات جام جمهوری (جام رئیس‌جمهور جمال عبدالناصر) با اجرای موسیقایی ابیاتی از شعر «شهید ایثار» حصنی که به همین منظور سروده شده بود، برگزار شد. حصنی در برخی از همایش‌های ادبی و جشنواره‌های شعر در بلودان، اسکندریه، قاهره، بغداد و دمشق شرکت کرد و رسماً در سال ۱۹۶۹ به قاهره و در سال ۱۹۷۹ به بغداد دعوت شد. به سخنرانی و شعرخوانی ادامه داد و آثارش در مجلات و روزنامه‌های قاهره مانند «الرساله»، «الثقافه»، «صوت الشرق» و روزنامهٔ «الجمهوریه» به چاپ می‌رسید که برخی از آن‌ها از برنامهٔ فرهنگی رادیو قاهره و رادیو فلسطین پخش شد. محمد التونجی او را شاعری احساساتی توصیف کرده که «سنت‌هایی را که زنان را به غل و زنجیر می‌کشند، رد می‌کند و شاعری میهن‌دوست با احساسات ظریف است.» در سال ۱۹۹۲، دیوان عزیزه هارون را گردآوری و چاپ کرد.
عفیفه الحصنی در ۱۲ سپتامبر ۲۰۰۳ به سن ۸۴ سالگی درگذشت.

## آثار
از جمله دیوان‌های شعرش:
- وفاء: دار القومیه، قاهره، ۱۹۶۶.
- شهيد التضحيات: الناشر العربی، قاهره، ۱۹۷۰.
- ولاء: مکتبة المختار، ۱۹۷۱.
- عازفة القيثار: اتحادیهٔ نویسندگان عرب، دمشق، ۱۹۷۹.
- سراب البحر: اتحادیهٔ نویسندگان عرب، دمشق، ۱۹۸۹.
- وطني: دار المسبار، دمشق، ۲۰۰۰.

دیگر کتاب‌هایش:
- القراءة الموحدة للمدارس الثانوية: به اشتراک، ۱۹۶۰.
- الاطلاع الخارجي لمادة اللغة العربية: به اشتراک، قاهره، ۱۹۷۰.
- النشاط المدرسي لمادة اللغة العربية وآدابها: قاهره، ۱۹۷۱.
- المرأة في شعر أبي العلاء: اتحادیهٔ زنان، دمشق، ۱۹۸۰.
- مرايا ونساء: اتحاد الکاتب العربی، دمشق، ۱۹۸۲.
- ديوان عزيزة هارون: انتشارات سمپوزیوم فرهنگی زنان-دار سامی الدروبی، دمشق، ۱۹۹۲.